# Isle of Whithorn
Isle of Whithorn est un village situé dans le Dumfries and Galloway, en Écosse.